# アルスターの赤い手
アルスターの赤い手（英語: Red Hand of Ulster、アイルランド語: Lámh Dhearg Uladh）は紋章学においてアイルランドの伝統的区画「地方」のひとつであるアルスターをあらわすものとして使われるものである。よりマイナーな言い回しではあるがオニールの赤い手 (Red Hand of O'Neill) やアイルランドの赤い手 (Red Hand of Ireland) としても知られている 。その起源は神話上の人物であるLabraid Lámh Dhearg (Labraid of the Red Hand) といわれ、さらに口述によって代々伝えられていたほかの神話においても見られる。このシンボルはアイルランドのゲール文化 (Gaelic Ireland)、特に1600年代以前のアルスターにおけるゲール人クラン、たとえばオニール (Uí Néill) といったものに深く根ざしている。いくつかのバージョンでは、左手であったり、親指が開いていたりする (たとえばティロン県のゲーリック体育協会の紋章はそれにあたる)。

## 神話の起源

アルスター地方の旗

多神教 (Celtic polytheism) 時代のころ、神話上の人物Labraid Lámh Dhearg orもしくはLabraid Lámderg (Labraid of the Red Hand) と最初に関係していたと一般的には考えられている。
神話によれば、アルスター王国にはそのときしかるべき後継者がいなかった。そのためボートレースを行うべきとなり (場所はおそらくストロングフォード湖Strangford Lough)、そして「アルスターの石に最初に手をつけたものならばだれでも、王になることができる」と決められ認められた。
ある王の候補はアルスターを非常に愛し、また王位を強く望んでいたため、その人物はレースに負けそうになると自身の左腕を切り落としてそれを岸に投げた - かくして彼は王位を勝ち取った。赤は、その手が血まみれであったという事実を表している可能性が高い。その物語のほかのバージョンにおいては、その手を切った王はオニールの血族であるとされ、そのことは彼らとの結びつきを明らかにしている。
もうひとつの物語は2人の巨人の戦いに関するもので、一人の巨人がもう一方に腕を切り落とされ、そしてその赤い手の痕跡は岩の上に残された。Labraid of the Red Handとのかかわりを除いてこれらの物語は、 (巨人の話は特に) 回想的な作り話に見える。

## 使用

アルスターの赤い手は1953年から1972年までの旧北アイルランド議会の旗で見られた。これはコモンウェルスゲームズのようないくつかのスポーツ大会において北アイルランドをあらわすのに用いられている。

赤い手のシンボルは九年戦争 (Nine Years' War) のさいにオニールのクランによって用いられたものだと思われている。そのさいのスローガンであった「Lámh Dhearg Abu! (ゲール語で"赤い手に勝利を！")」もまたオニールと結び付けられている 。
紋章はオニールの血統をもつ一族の苗字を持つ人たちによって使用された。一部としてあげるとÓ Donnghile, オーカハイン (Ó Cathain)、 Ó MáeilsheáchlainnやÓ Catharnaighである。いずれも何らかの形で赤い手を特徴としており、共通の血統であることを思い起こさせる。オニールの紋章の特徴は赤い手であり、そのモットーは「Lámh Dhearg Éireann (アイルランドの赤い手)」である。
1243年にウォルター・デ・バラ (Walter de Burgh) がアルスター伯 (Earl of Ulster) にな った後、デ・バラの十字は赤い手と組み合わされて現在のアルスターの旗 (Flag of Ulster) となっている。
赤い手は後に北アイルランド旗につかわれ、キャバン、ティロン、ロンドンデリー、アントリムの各県のシールドにも加えられた。赤い手はまたアルスター地方において、公私双方で多くの組織において使用されている。
赤い手は、北アイルランドにおいて使われる非常に小規模な、コミュニティーの垣根を越えたシンボルである、とみなすことができる。そのゲール人アイルランドのシンボルとしてのルーツから、ナショナリストおよび共和主義者双方のシンボルとしてしばしば使われた。たとえば共和派のアイルランド市民軍やベルファストの愛国者墓地協会 (National Graves Association, Belfast)、アイルランド運輸・一般労働者組合 (Irish Transport and General Workers Union)やアルスターGAAなどがそうである。 しかし、北アイルランドの成立以来、ロイヤリスト団体は広くこれを使うようになった。たとえばRHC (赤手隊。Red Hand Commandos) や赤手防衛軍 (Red Hand Defenders)、アルスター防衛同盟 (Ulster Defence Association) やその他の団体である。
この赤い手はロイヤリスト系政党が使用していたこともあり、アイルランドの歴史に詳しくない人たちからは単なるロイヤリストのシンボルであると思われていた。2005年のミス・北アイルランド (Miss Northern Ireland) であるゾーイ・サーモン (Zöe Salmon) は、『ブルー・ピーター』（Blue Peter。BBCの子供向け番組）における競争で、北アイルランドを代表するものとして赤い手を選んだために論争を引き起こした。スコットランド、ストラスクライド大学の社会学教授であるデヴィッド・ミラーは「卍（ナチスのシンボルの鉤十字として悪用された）のごとく、赤い手は悪用された...これはユニオニストのシンボルである。」としてBBCに抗議した。
赤い手はまた、スコットランドまたはノヴァ・スコシアのそれら以外の準男爵の印章でもある。旗においては赤い手は右手である。準男爵およびアイルランドの協会 (The Honourable The Irish Society) においては左手である。
"アルスターの赤い手はまったくもって矛盾してる
準男爵とくっついてるとされるけど
もし彼らが左手を使うなら、全くもって正しい (right)
そして右 (right) 手を使うなら、それは正しくない
地域において違った風習をあてはめるなら
それはひっくり返すのがルール
もしあんたが右 (right) 手を正しい (right) と思ってつかうなら賢く安心
でも左手をつかうなら大ばかだ。。"
"The Red Hand of Ulster's a paradox quite,
To Baronets 'tis said to belong;
If they use the left hand, they're sure to be right,
And to use the right hand would be wrong.
For the Province, a different custom applies,
And just the reverse is the rule;
If you use the right hand you'll be right, safe and wise,
If you use the left hand you're a fool."